# Eleccions legislatives de Corea del Sud de 1973
Les Eleccions legislatives de Corea del Sud de 1973 es van celebrar el 27 de febrer. Aquestes es produïen després que Park Chung-hee decretés la Llei marcial a l'octubre de 1972, en el que es va conèixer com a Restauració d'octubre, instaurant una dictadura militar personalista, permetent així aprovar la tan anhelada reforma constitucional per eliminar la limitació de mandats presidencials. Com a conseqüència, l'elecció de la nova Assemblea Nacional era tan sols de 146 membres, mentre que els 73 restants eren escollits per Park mitjançant la Conferència Nacional per a la Unificació el 7 de març de 1973. El resultat de les eleccions va ser una supermajoria per al partit del règim, el Partit Republicà Demòcrata.

## Resultats
|                        | Partit Republicà Demòcrata        | 4,251,754  | 38.68  | 73  | 40  |  |  |  |  |  |  |
|                        | Nou Partit Demòcrata              | 3,577,300  | 32.55  | 52  | 37  |  |  |  |  |  |  |
|                        | Partit de la Unificació Demòcrata | 1,114,204  | 10.14  | 2   | Nou |  |  |  |  |  |  |
|                        | Independents                      | 2,048,178  | 18.63  | 19  | Nou |  |  |  |  |  |  |
|                        | Candidats presidencials           |            |        | 73  | Nou |  |  |  |  |  |  |
|                        | Total                             | 10,991,436 | 100.00 | 219 | 15  |  |  |  |  |  |  |
|                        |                                   |            |        |     |     |  |  |  |  |  |  |
| Vots vàlids            | Vots vàlids                       | 10,991,436 | 98.17  |     |     |  |  |  |  |  |  |
| Vots blancs i invàlids | Vots blancs i invàlids            | 205,048    | 1.83   |     |     |  |  |  |  |  |  |
| Total                  | Total                             | 11,196,484 | 100.00 |     |     |  |  |  |  |  |  |
| Inscrits/participació  | Inscrits/participació             | 15,690,130 | 71.36  |     |     |  |  |  |  |  |  |

### Per ciutat/província
| Regió             | Escons | Escons guanyats | Escons guanyats | Escons guanyats | Escons guanyats |   |   |
| Regió             | Escons | PRD             | NPD             | PUD             | Ind.            |   |   |
| ----------------- | ------ | --------------- | --------------- | --------------- | --------------- | - | - |
| Regió             | Escons | Seül            | 16              | 7               | 8               | 0 | 1 |
| Busan             | 8      | 4               | 4               | 0               | 0               |   |   |
| Gyeonggi-do       | 16     | 9               | 6               | 0               | 1               |   |   |
| Gangwon-do        | 10     | 5               | 3               | 0               | 2               |   |   |
| Chungcheongbuk-do | 8      | 5               | 2               | 0               | 1               |   |   |
| Chungcheongnam-do | 14     | 6               | 6               | 0               | 2               |   |   |
| Jeollabuk-do      | 12     | 4               | 4               | 0               | 4               |   |   |
| Jeollanam-do      | 20     | 10              | 6               | 2               | 2               |   |   |
| Gyeongsangbuk-do  | 22     | 12              | 5               | 0               | 5               |   |   |
| Gyeongsangnam-do  | 18     | 10              | 8               | 0               | 0               |   |   |
| Jeju-do           | 2      | 1               | 0               | 0               | 1               |   |   |
| Total             | 146    | 73              | 52              | 2               | 19              |   |   |

### Delegats presidencials
El 7 de març de 1973, la Conferència Nacional per a la Unificació va escollir indirectament 73 membres de l'Assemblea Nacional nomenats pel president Park Chung-hee. El nombre de delegats presents va ser de 2.354, amb 2.251 delegats aprovant l'elecció dels designats de Park.
| Delegats                 | Vots  | %      | Escons |
| ------------------------ | ----- | ------ | ------ |
| Diputats escollits       | 2,251 | 96.49  | 73     |
| En contra                | 82    | 3.51   | –      |
| Total                    | 2,333 | 100.00 | 73     |
|                          |       |        |        |
| Vots vàlids              | 2,333 | 99.11  |        |
| Invàlids                 | 21    | 0.89   |        |
| Vots totals              | 2,354 | 100.00 |        |
| Nombre d'electors        | 2,359 | 99.79  |        |
| Font: Naver News Library |       |        |        |

#### Per ciutat/província
| Regió                    | Vots    | Vots      | Vots    | Delegats | Delegats | Delegats |
| Regió                    | A favor | En contra | Invàlid | Vots     | Absents  | Total    |
| ------------------------ | ------- | --------- | ------- | -------- | -------- | -------- |
| Seül                     | 299     | 2         | 0       | 301      | 2        | 303      |
| Busan                    | 95      | 7         | 1       | 103      | 1        | 104      |
| Gyeonggi-do              | 274     | 4         | 2       | 280      | 0        | 280      |
| Gangwon-do               | 135     | 10        | 0       | 145      | 0        | 145      |
| Chungcheongbuk-do        | 125     | 2         | 0       | 127      | 0        | 127      |
| Chungcheongnam-do        | 226     | 5         | 0       | 231      | 0        | 231      |
| Jeollabuk-do             | 187     | 10        | 3       | 200      | 0        | 200      |
| Jeollanam-do             | 297     | 11        | 3       | 311      | 1        | 312      |
| Gyeongsangbuk-do         | 335     | 13        | 5       | 353      | 1        | 354      |
| Gyeongsangnam-do         | 253     | 18        | 7       | 278      | 0        | 278      |
| Jeju-do                  | 25      | 0         | 0       | 25       | 0        | 25       |
| Total                    | 2,251   | 82        | 21      | 2,354    | 5        | 2,359    |
| Font: Naver News Library |         |           |         |          |          |          |